# Публий Сервилий Исаврик
Вижте пояснителната страница за други личности с името Публий Сервилий Исаврик.
Публий Сервилий Исаврик (на латински: Publius Servilius Isauricus; * 94 пр.н.е.) е политик в края на Римската република.

## Биография
Публий Сервилий е син на Публий Сервилий Ватия Исаврик. Съпругата му Юния Прима e племенница на Катон Млади. С него той се застъпва като квестор (61 пр.н.е.) за свободните градове, през 54 пр.н.е. като претор също. През 49 пр.н.е. е в лагера на Юлий Цезар, който го прави консул през 48 пр.н.е. Той е заместник на Цезар, когато го няма. Понеже се справя добре, е изпратен като проконсул на провинция Азия през 46 – 44 пр.н.е.
След убийството на Цезар през 44 пр.н.е., Сервилий Исаврик се застъпва за неговия наследник Октавиан и е срещу Марк Антоний. За неговата вярност е отново награден с консулат през 41 пр.н.е., на страната на Марк Антониевия брат Луций Антоний.
Публий Сервилий Исаврик е авгур от 46 пр.н.е.

## Деца
- Сервилия, годеница на император Октавиан Август.